# EIS (愛媛県)
合同会社EISは、就職・転職情報の提供また学生生活を支援する情報サイトの運営し、また若年者に向けた研修・教育事業を提供する企業である。
また、EISナビ、NeoEvolveなど人材情報サービスや研修サービスを運営している。

## 概要
合同会社EISは、大学生向けのビジネス塾や、小中高生向けのオンライン家庭教師サービス、企業の採用プロモーション、採用アドバイスなどを軸に、愛媛の地元企業と大学生のコネクション作りを事業の柱として展開している。
採用・就活における、企業と学生とのミスマッチは深刻な問題であると考え、地元の中小企業にとっては新卒採用を繰り返すという悪循環の問題を解決し、企業と学生両方がアップデートするためのサービスを提供している。

## 沿革
- 2019年10月- 合同会社EISを設立
- 2020年 5月- オンライン家庭教師サービス「CONNECT」開始
- 2021年 5月- 次世代型オンラインビジネス塾　「Neo Evolve」開講
- 2021年10月- 学生と企業とのマッチングサイト「EISナビ」オープン